# Saperda hornii
Saperda hornii är en skalbaggsart som beskrevs av Joutel 1902. Saperda hornii ingår i släktet Saperda och familjen långhorningar. Inga underarter finns listade i Catalogue of Life.